# 峰乃白梅酒造
峰乃白梅酒造株式会社（みねのはくばいしゅぞう）は、新潟県新潟市西蒲区に本社をおき、日本酒の製造を行う企業である。
代表銘柄「峰乃白梅」。1624～44年の寛永期に操業。江戸時代に三根山藩に酒を献上。
平成時代は越乃寒梅、雪中梅とともに「越後の三梅」と謳われ、地酒ブームを盛り上げた。
2015年、経営が変わったと同時に福井酒造株式会社から商号変更。。
会津杜氏の流れを汲む現在の杜氏が、新潟の酒造りでは珍しい炭を使わないろ過と火入れを1回のみで、瓶詰めして冷凍貯蔵するという方法をとっている。
酒米も備前雄町、山酒4号、出羽燦々、愛山といった福島や東北でよく使われているものを使用する。
また、普通酒も大吟醸も全て同じように造っている。

## 代表銘柄

### 大吟醸
- 峰乃白梅 大吟醸

### 純米大吟醸
- 峰乃白梅 純米大吟醸原酒 瑠璃
- 峰乃白梅 純米大吟醸
- 菱湖 純米大吟醸 おりがらみ
- 菱湖 純米大吟醸 なつのさけ
- 菱湖 純米大吟醸 備前雄町 ひやおろし

### 吟醸
- 峰乃白梅 吟醸

### 純米吟醸
- 峰乃白梅 純米吟醸
- 菱湖 純米吟醸
- 菱湖 純米吟醸 菱湖さん
- 菱湖 純米吟醸 JUICE生

### 純米
- 峰乃白梅 純米
- 菱湖 純米ドライ
- 菱湖 純米ドライ生

### 本醸造
- 峰乃白梅 本醸造

## 沿革
- 1624年～1644年（寛永年間） - 酒造りを開始。

## 役員
- 代表取締役 高橋芳郎